# Cachryx defensor
Cachryx defensor — вид ящірок родини ігуанових. Це ендемік північного Юкатану, Мексика.

## Середовище проживання
Природним місцем проживання є тропічні й субтропічні сухі широколисті ліси.

## Загрози
Йому загрожує втрата середовища проживання.